# Clidemia ayangannensis
Clidemia ayangannensis är en tvåhjärtbladig växtart som beskrevs av John Julius Wurdack. Clidemia ayangannensis ingår i släktet Clidemia och familjen Melastomataceae. Inga underarter finns listade i Catalogue of Life.